# Columella (Schleimpilze)
Die Columella ist die Fortsetzung des Stieles bei den Echten Schleimpilzen. Sie befinden sich im Inneren des sporentragenden Teiles (Sporocarpie) der Fruktifikation (Sporokarp). Bei ungestielten Fruchtkörpern ist sie oft nur als kugelige oder halbkugelige Erhebungen ausgebildet. Die Columella ist steril und der Ausgangspunkt für das Capillitium.